# Sophisticated Ladies
Sophisticated Ladies ist eine Revue mit Melodien von Duke Ellington. Sie eröffnete am 1. März 1981 im Lunt-Fontanne Theatre am Broadway. Dort erlebte sie in knapp zwei Jahren Laufzeit 767 Vorstellungen.
Die Revue entstand nach einer Idee von Donald McKayle. Regie führte Michael Smuin, der die Show zusammen mit McKayle auch choreografierte; den Stepptanz besorgte Henry LeTang, das Lichtdesign Reinhard Traub. Die Orchestrierung stammt von Al Cohn, die Arrangements von Lloyd Mayers, die musikalische Leitung übernahm der Sohn Duke Ellingtons, Mercer Ellington.
Die Handlung beleuchtet im ersten Akt die Anfänge Ellingtons im Cotton Club bis zu seinen ersten großen Erfolgen, wohingegen im zweiten Akt der Privatmann und Künstler nachgezeichnet wird.
Unter den dargebotenen Musiknummern befinden sich Titel wie »Perdido«, »It Don’t Mean a Thing (If It Ain’t Got That Swing)«, »Take the “A” Train«, »Solitude«, »Don’t Get Around Much Anymore«, »Caravan«, »In a Sentimental Mood«, »I’m Beginning to See the Light«, »Satin Doll«, »I'm Just A Lucky So-And-So«, »Do Nothing Till You Hear from Me«, »Mood Indigo«, »Sophisticated Lady«.
Im rein schwarzen Ensemble sangen und tanzten u. a. Gregory Hines, Hinton Battle, Gregg Burge, Judith Jamison, P. J. Benjamin, Phyllis Hyman und Terri Klausner.

Die Revue wurde 1981 für acht Tony Awards nominiert und erhielt schließlich die Preise für die beste Nebenrolle (Hinton Battle) und für das beste Kostüm (Willa Kim).

## Tonträger
- Duke Ellington’s Sophisticated Ladies (RCA Records, 1981)